# Helius (Eurhamphidia) perlongatus
Helius (Eurhamphidia) perlongatus is een tweevleugelige uit de familie steltmuggen (Limoniidae). De soort komt voor in het Australaziatisch gebied.